# Lamine Dieng
Mouhamadou Lamine Dieng, född 30 oktober 1950 i Dakar i Senegal, död 5 mars 2025 i Vasastan i Stockholm, var en senegalesisk-svensk skådespelare, dansare och konstnär.

## Biografi
Dieng kom till Sverige från Senegal år 1975. I Dakar var han bland annat verksam som banktjänsteman, popsångare och serietecknare. I Sverige kom han att bli skådespelare, men han arbetade även som integrationsstrateg i Solna kommun och var engagerad i den svenska integrations- och mångkulturdebatten.
Han gjorde sin debut som skådespelare 1997 i Välkommen till festen. Därutöver har han medverkat i bland annat Beck – Lockpojken (1997) och Beck – The Money Man (1998) samt farsen Två bröder emellan (2005) av Stefan och Krister. Mest känd blev han för rollen som Kostas i Vägen ut (1999).
Mellan 1989 och 1993 var Dieng engagerad vid Helsingborg stadsteater och han spelade även på stadsteatrarna i Stockholm och Göteborg samt på turné med Riksteatern. År 2007 medverkade han i uppsättningen av Ett drömspel på Dramaten.
År 1999 var han värd för Sommar i P1.

## Filmografi
- 1997 – Välkommen till festen
- 1997 – Beck – Lockpojken
- 1998 – Beck – The Money Man
- 1998 – Ernst Billgrens Kontakt
- 1999 – Tomten är far till alla barnen
- 1999 – Vägen ut
- 1999 – S:t Mikael (TV-serie)
- 2000 – Skärgårdsdoktorn (TV-serie)
- 2002 – Hundtricket
- 2002 – Den förste zigenaren i rymden
- 2002 – Svenska slut (TV-serie)
- 2004 – Populärmusik från Vittula
- 2005 – Två bröder emellan
- 2008 – Habib (TV-serie)
- 2012 – A Society

## Teater

### Roller
Ett drömspel, Dramaten 2007
Bibeln, Göteborgs stadsteater 2012
| År   | Roll               | Produktion                                                       | Regi            | Teater                   |
| ---- | ------------------ | ---------------------------------------------------------------- | --------------- | ------------------------ |
| 1993 | Prinsen av Marocko | Köpmannen i Venedig (The Merchant of Venice) William Shakespeare | Göran Stangertz | Helsingborgs stadsteater |

### Koreografi
| År   | Produktion                                 | Upphovsmän                                        | Regi            | Teater                   |
| ---- | ------------------------------------------ | ------------------------------------------------- | --------------- | ------------------------ |
| 1989 | Robespierre                                | Rudolf Värnlund                                   | Hans Polster    | Helsingborgs stadsteater |
| 1993 | Köpmannen i Venedig The Merchant of Venice | William Shakespeare Översättning Allan Bergstrand | Göran Stangertz | Helsingborgs stadsteater |